# Pylaisiadelpha himalayana
Pylaisiadelpha himalayana là một loài Rêu trong họ Sematophyllaceae. Loài này được (P.C. Chen) S.H. Lin miêu tả khoa học đầu tiên năm 1984.